# Grča
Grča je drama Frana Govekarja iz leta 1910.

## Obnova

### Osebe
- Dr. Ivan Grča, zdravnik.
- Berta, njegova žena.
- Janko, absolviran medicinec, njun sin.
- Nikolaj Tribuč, sodni svetnik.
- Zdenka, njegova hči.
- Friderik Hlepuh, profesor.
- Božidar Kremenšek, urednik »Narodne vesti«.
- Žiga Koritnik, lastnik tiskarne in založnik.
- Grgor Novljan, župnik.
- Hinko Golbček, c. kr. okrajni komisar.
- Osolinka, kmetica.
- Ana, hišna pri Grči.

Dejanje se vrši v manjšem mestu.

### 1. dejanje
Osolinka se pride Grči zahvalit: tako požrtvovalno je zdravil njenega moža, mu vrnil zdravje, molila bo za Grčo in njegovo gospo, ki sta prava angela ... Grča spoštuje njeno vero, čeprav je sam svobodomislec, z ženo in sinom celo namerava izstopiti iz Cerkve - načela se morajo potrditi z dejanji, vse drugo bi bilo hinavstvo in laz. Grčeva namera se hitro razve, k njemu prihitita Hlepuh in Kremenšek; oba slavita Grčo kot junaka, ki bo s svojim zgledom za seboj potegnil vso inteligenco. A Grča je skeptičen: večini je svobodna misel le modna fraza, v imenu katere psujejo vero in Cerkev, v praksi pa delajo kompromise na vse strani - do prave svobodomiselnosti je se daleč! On sam noče biti nikak voditelj, njegova odločitev je povsem intimna, zato ne mara nobene senzacionalnosti. - A zaman, zbirajo se tudi že nasprotniki: Župnik grozi z vojno, Tribuču je brž povedal novico, in Tribuč je Janku, ki je zasnubil Zdenko, s katero se že dolgo ljubita, pokazal vrata. Janko je jezen in obupan, a družina ostane trdno skupaj v solidarnosti in ljubezni.

### 2. dejanje
Koritnik trdo prijema Kremenska zaradi njegovih člankov v podporo svobodomiselnosti: naročniki odpovedujejo časopis, oglase, naročila - vrag naj vzame politiko, ki se ne izplača! Kremenšek se brani, a mora popustiti. Pride Grča, ki jezen očita Kremenšku, da je njegovo odločitev razbobnal kot senzacijo in mu naredil veliko škodo: usmiljenke v bolnišnici štrajkajo, pacienti so se poskrili, oblast ga pošilja na dopust - z družino vred je obsojen kot bogokletnik. Toda on se ne da, udaril bo nazaj, Kremenšek naj mu v vsaki številki časopisa prihrani prostor za dolg članek! Urednik njegovo zahtevo odkloni, čeprav ga je v dno duše sram, in Grča jezen in razočaran odide. Na uredništvo prideta župnik in vladni komisar, ki župnika v celoti podpira; oba z zadovoljstvom sprejmeta Koritnikovo obljubo, da se bo časopis distanciral od Grčevih stališč. Tu je že tudi Hlepuh, prijateljstvo z Grčo bi mu škodilo pri napredovanju, zato se mu hlapčevsko odpove , Tribuč pa pride z idejo, da bi Grčo razglasili za psihično bolnega, potrebnega počitka, miru.  Tedaj prihiti Janko: bo časopis tiskal njegovemu očetu brošuro, kjer naj bi odgovoril na obtožbe in obrekovanja? Koritnik kajpak odkloni, Janko pa jim ogorčen vrže v obraz, da so strahopetci in šleve, gorje narodu, ki ima take politične in kulturne voditelje! Kremenška te besede tako zadenejo, da zapusti uredništvo in se pridruži Grčevim.

### 3. dejanje
Grča z ženino podporo pogumno prenaša gonjo zoper sebe, vzdušje v družini kaže prej na zmago kot na poraz: ideja svobodne misli bo zmagala, tu so jim onemogočili življenje, ker se jih boje, toda njim je odprta pot v svobodo, v svet! Z družino je Kremenšek, svoje življenje bo posvetil propagiranju te ideje, vzpodbujanju k dejanjem. Pride Tribuč s ponudbo sprave: naj Grča podpise izjavo, da ni sovražnik boga in Cerkve, pa bo vse pozabljeno – in Zdenka, ki nenehoma joče, bo lahko dobila svojega Janka! Toda Janko se noče vrniti v Cerkev, Tribuč pa mu hčere brez cerkvene poroke ne do, poslal jo bo iz mesta in jo cim hitreje omožil! Janko ves iz sebe odhiti, do bi se pogovoril z dekletom, Kremenšek ga spremlja. Starša sta zaskrbljena za sinovo srečo, zadoščenje doživita ob Osolinki, ki se pride ponudit v službo, ker so Grčeve vsi posli zapustili. Prihiti Janko in kmalu za njim Tribuč: Zdenka je izginila, pustila je listek, da bo Jankova ali nikogaršnja! Strah za hčerko pripravi Tribuča do tega, da odstopi od svojih zahtev in se pobota z Grčem in Jankom. Zdenka, skrita pri Kremenškovi sestri, spravi prisluškuje, pojavi se in prime očeta za besedo. Tribuč ne more drugega, kot da blagoslovi mladi par, z Grčo si sežeta v roke, vsi so srečni, vsi se ljubijo.